# George Grant Elmslie
George Grant Elmslie (Huntley, Escocia, 20 de febrero de 1869-Chicago, Illinois, 23 de abril de 1952) fue un arquitecto escocés nacionalizado estadounidense, miembro de la Prairie School, una escuela arquitectónica basada en la arquitectura orgánica, fundada por Frank Lloyd Wright. 

## Trayectoria

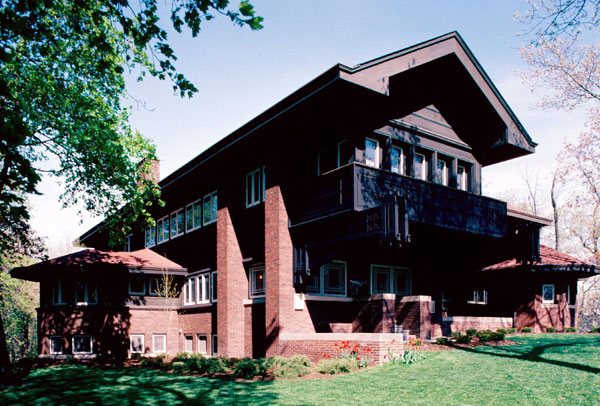
Casa de Harold C. Bradley (1909), Madison, Wisconsin, con Louis Sullivan

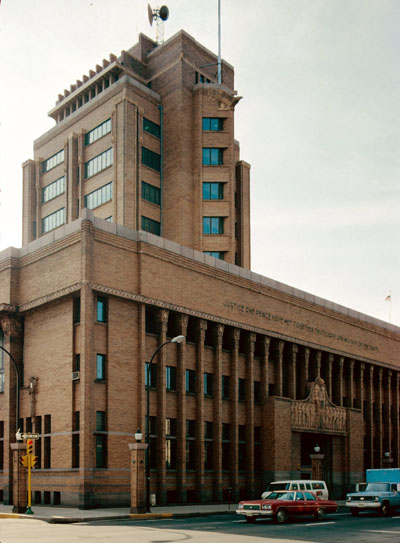
Palacio de Justicia de Woodbury County (1915), Sioux City, Iowa, con William Gray Purcell

Nacido en Escocia, su familia se trasladó a Estados Unidos cuando tenía diez años. Estudió en la Universidad Cornell. En 1885 entró como aprendiz en el estudio de Joseph Lyman Silsbee en Chicago. En 1890 pasó a trabajar en la sociedad formada por Dankmar Adler y Louis Sullivan, con quienes colaboró en numerosos proyectos. En 1909 se incorporó a la firma Purcell & Feick, formada por William Gray Purcell y George Feick, con lo que la sociedad pasó a ser Purcell, Feick & Elmslie. En 1913 Feick abandonó el estudio, que pasó a ser Purcell & Elmslie.
Durante el período en que colaboraron, Purcell y Elmslie elaboraron más de setenta proyectos, entre los que destacan: el Merchants Bank en Winona, Minnesota (1911); el bungalow Bradley en Woods Hole, Massachusetts (1911); el Edison Shop en Chicago (1912); la casa Purcell en Minneapolis (1913); y el Palacio de Justicia de Woodbury County en Sioux City, Iowa (1915).
Tras la disolución de la sociedad en 1922, Elmslie continuó en solitario hasta su jubilación en 1935. Entre sus obras en este período destacan: el American National Bank Building (1922), la capilla Healy en Aurora, Illinois (1926) y la Thornton Township High School en Calumet City, Illinois (1934, con W.S. Hutton).
En 1947 fue nombrado miembro del American Institute of Architects.